# Observatoř Paranal
Observatoř Paranal je pozorovacím stanovištěm Evropské jižní observatoře (ESO) v Chile. Nachází se na vrcholu hory Cerro Paranal (dříve Paranal Hill) vysoké 2635 m v severní části země. Je situována asi 120 km jižně od města Antofagasta (asi 1 tisíc km od hlavního města Santiaga de Chile) a 12 km od pobřeží Tichého oceánu.
Na horu Paranal, nacházející se v poušti Atacama padla volba hlavně pro její odlehlost od zdrojů světelného znečištění a pro vynikající atmosférické podmínky, minimum vlhka a prachu v ovzduší a také pro předpokládanou stabilitu horského masívu.

## Zařízení
Vědecký potenciál observatoře je značný, hlavně díky zařízením, která byla vyvinuta a instalována v poslední době.
- Dalekohled Very Large Telescope (VLT)  je tvořen čtyřmi hlavními dalekohledy se zrcadly o průměru 8,2 m umístěnými na umělé plošině hory Paranal. Při spolupráci s čtyřmi dalekohledy o průměru 1,8 m jich lze použít jako interferometr, pak se systém označuje jako Very large telescope interferometer (VLTI). Hlavní dalekohledy jsou stabilní, pomocné jsou přemístitelné po kolejnicích.[1] Mohou pracovat ve skupinách po dvou, třech nebo všechny najednou a zobrazit tak neuvěřitelně malé detaily. Jako příklad je uváděno rozlišení obou světel automobilu na vzdálenost Země – Měsíc. Při použití všech dalekohledů je výsledek obdobný jako při průměru zrcadla 16 m. Interferometr je určen pro studium úzkého výřezu oblohy.
- 2,6 m optický dalekohled s aktivní optikou v oblasti viditelného spektra VLT Survey Telescope (VST), je spřažen s kamerou 268 megapixelů.
- 4,1 m optický dalekohled v oblasti viditelného i infračerveného spektra Visible and Infrared Survey Telescope for Astronomy (VISTA), který byl navržen pro studium velké plochy oblohy, je umístěn na vrcholku sousední hory. Může být spřažen s kamerou se 67 megapixely. Byl uveden do zkušebního provozu v roce 2010. Oba poslední přístroje jsou zhotoveny pro fotografování velkých ploch oblohy.

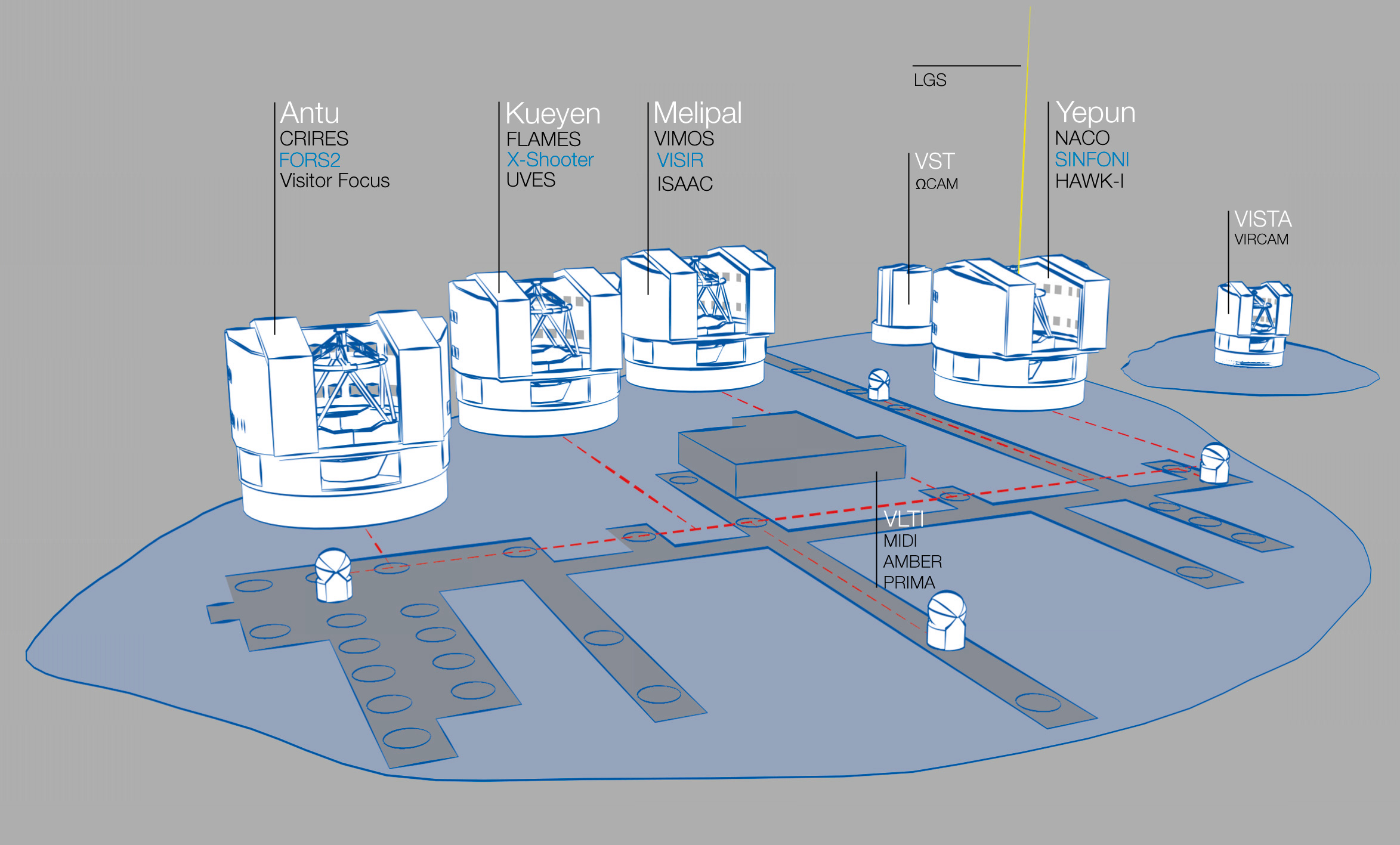
Schéma dalekohledů VLT, VLTI a VST

Hlavní dalekohledy o průměru 8,2 m jsou umístěny v kompaktních, tepelně řízených budovách, které se otáčejí synchronně s dalekohledy. Tak jsou minimalizovány jakékoliv nepříznivé účinky na činnost zařízení. Původní názvy těchto velkých dalekohledů UT1 až UT4 byly změněny na Antu (Slunce), Kueyen (Měsíc), Melipal (Jižní kříž) a Jepun (Večernice) v jazyce mapuche, řeči místního indiánského národa.

### Další teleskopy
Na observatoři jsou umístěny i další přístroje národních a nadnárodních projektů, které nejsou pod správou ESO.
- Next-Generation Transit Survey (NGTS) – soustava 12 malých robotických dalekohledů o průměru zrcadla 0,2 m pro hledání exoplanet (uvedena do provozu v roce 2015),
- SPECULOOS Southern Observatory – čtyři robotické dalekohledy o průměru zrcadla 1 m pro hledání Zemi podobných exoplanet u červených trpaslíků a jiných chladných hvězd (ve výstavbě, plánované dokončení roku 2020).

#### Extrémně velký dalekohled
Na hoře Cerro Armazones, vzdálené 22 km východně, staví Evropská jižní observatoř Extrémně velký dalekohled (ELT) – největší připravovaný dalekohled na světě o průměru zrcadla 39 m. Tento dalekohled bude částečně využívat zázemí na observatoři Paranal.

## Technické a personální zabezpečení
Observatoř Paranal se nachází v pustém a odlehlém místě, kde není k dispozici ani voda. Ta se musí dovážet několikráte týdně cisternami z 120 km vzdáleného města  Antofagasta. Denně se zde spotřebuje 60 000 litrů vody.
Dříve se podobně dovážela i nafta do dieselagregátu pro výrobu elektřiny, ale od roku 2017 je observatoř napojena, společně s blízkým Extrémně velkým dalekohledem, na Chilskou národní elektrickou síť.
Hlavní dominantou observatoře, odevšad viditelnou, jsou 4 hlavní dalekohledy (VLT). Budova pro ubytování personálu je naopak zanořena do terénu a je téměř přehlédnutelná. V observatoři je zaměstnáno okolo 200 lidí, asi 60 pracuje ve vědeckém provozu, 60 v technickém a zbytek ve službách (ostraha, stravování, údržba).
Technici a vědci sem přijíždějí na týdenní turnusy, na denní nebo noční směny. Vědci se podle smlouvy věnují po určitou dobu svému vlastnímu výzkumu a po zbytek času jiným, společným projektům. Podle kritérií vyvinutých na hodnocení efektivity vědecké práce je zdejší observatoř nejproduktivnější na světě. Očekává se, že množství překvapujících výsledků ještě přibude.

### ESO Hotel
Pro ubytování vědců a dalšího personálu slouží tzv. ESO Hotel, místně označovaný jako The Residentia.
 Byla postavena v roce 2002 a získala několik architektonických cen. Budova sloužila i jako dějiště filmu s Jamesem Bondem Quantum of Solace (premiéra v roce 2008).

VLTI sodíkový laser pro zaostřování optiky
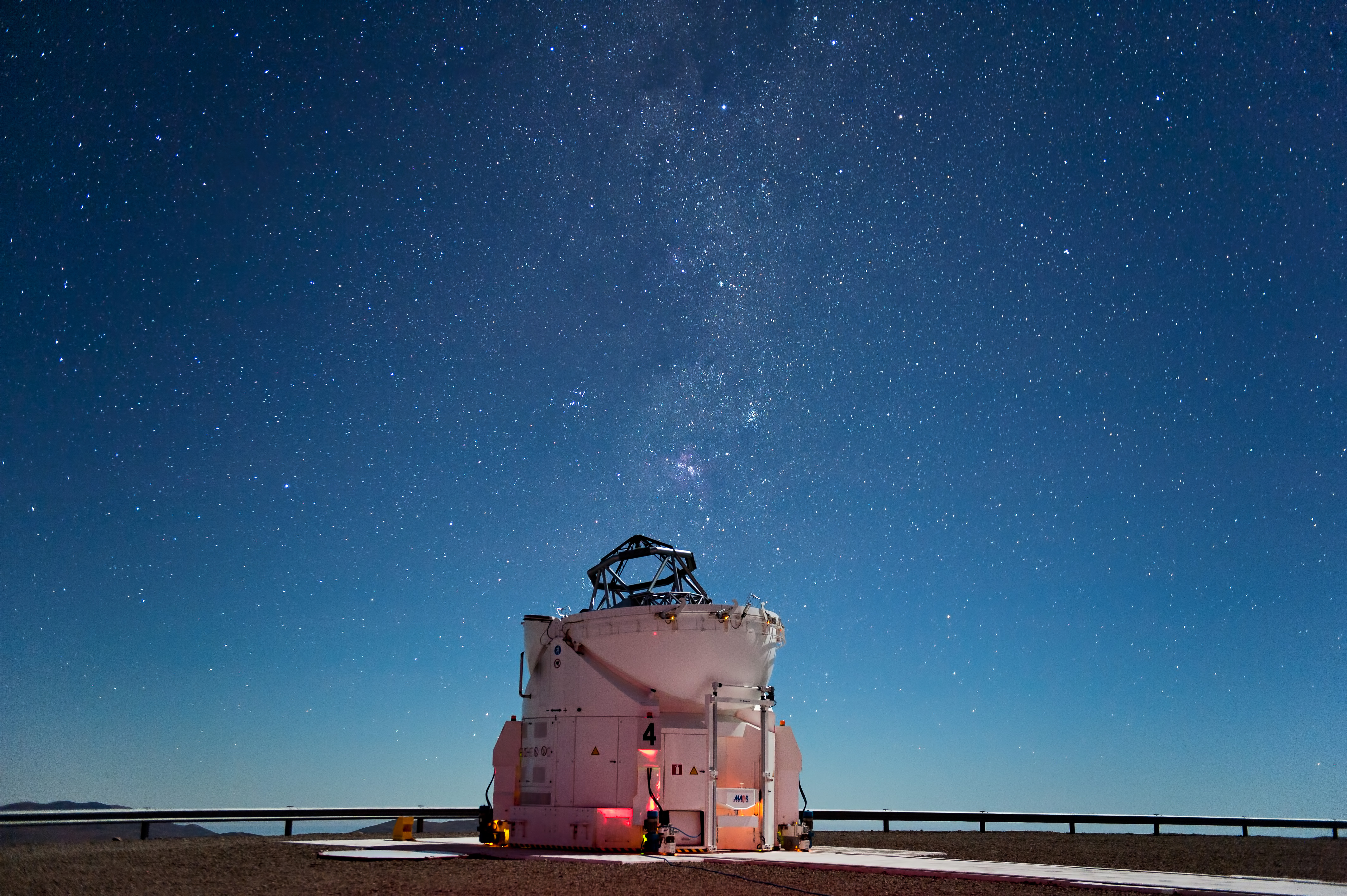
VLTI dalekohled 1,8 m a hvězdná obloha
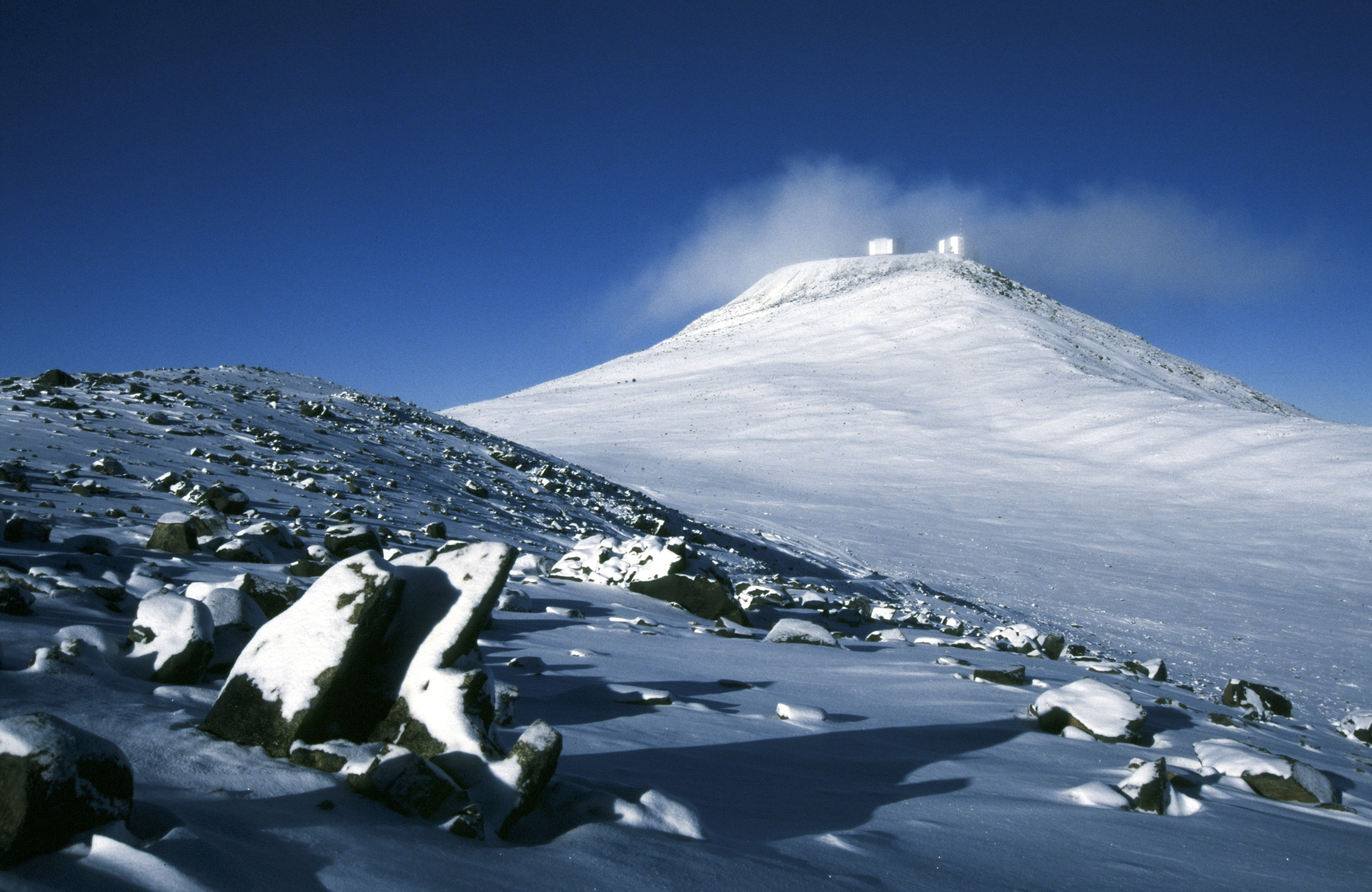
VISTA na vrcholu zasněženého Paranalu
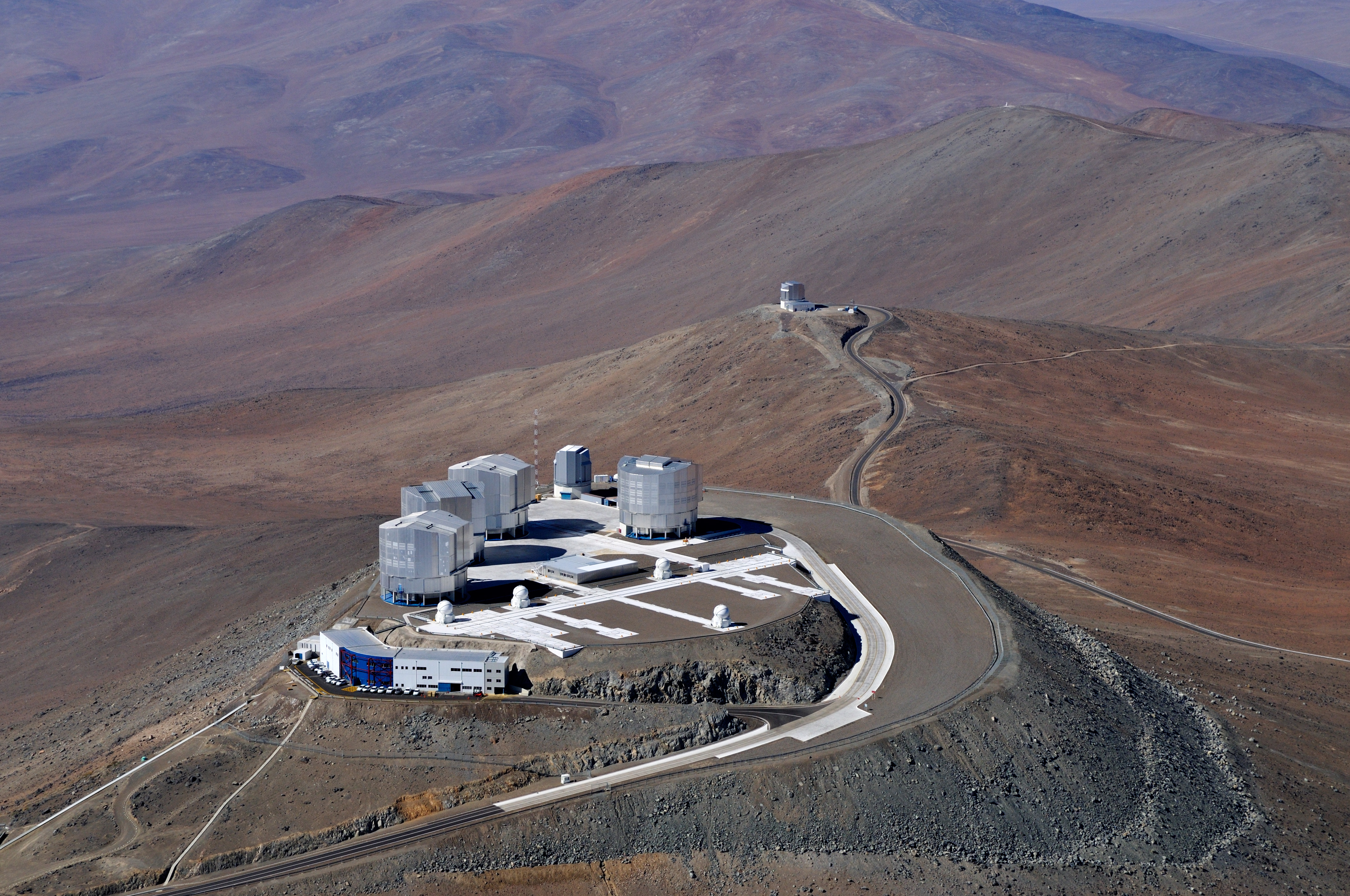
V popředí VLTI, v pozadí VISTA